# Erdmuthe Falkenberg
Erdmuthe Falkenberg, geb. Hackmann (* 19. Februar 1913 in Dölau; † 26. Dezember 2000 in Jugenheim) war eine deutsche Juristin und Sozialpolitikerin.

## Leben
Erdmuthe Falkenberg war die Tochter des Altphilologen Friedrich Hackmann und von dessen Frau, der Lehrerin Frieda Hackmann. Die Familie zog 1918 nach Torgau, 1924 nach Lüneburg. Nach dem Besuch des Gymnasiums studierte Erdmuthe Falkenberg von 1931 bis 1939 Rechtswissenschaften an den Universitäten Freiburg, Heidelberg und Berlin und wurde in Heidelberg promoviert. 
1939 heiratete Erdmuthe Falkenberg den Agrarwissenschaftler Gust Falkenberg, das Paar hatte zwei Kinder. Ihr Mann nahm als Soldat an der Schlacht von Stalingrad teil und gilt seitdem als vermisst. 
1942 wurde Erdmuthe Falkenberg Assistentin am Institut für Jugendrecht in Berlin, 1944 zog sie nach Stolberg, 1945 wurde sie Assistentin am Juristischen Seminar der Universität Heidelberg. 1946 trat sie in die SPD ein, sie engagierte sich in der Friedensbewegung und in der Arbeiterwohlfahrt sowie für die Gleichberechtigung der Frauen. 1961 wurde sie aufgrund eines Aufrufs gegen das Wettrüsten und die Atomwaffen-Stationierung aus der SPD ausgeschlossen. 
Von 1949 bis 1955 leitete Erdmuthe Falkenberg das Jugendamt der Stadt Mannheim, anschließend leitete sie bis zu ihrer Pensionierung 1974 das hessische Landesjugendamt in Wiesbaden.

## Veröffentlichungen
- Die Mutterschaftsversicherung in Deutschland. Quakenbrück 1939 (Zugl. Heidelberg, Univ., Diss., 1939).
- Hrsg.: Beiträge zur Kultur- und Rechtsphilosophie. Festschrift für Gustav Radbruch zum 70. Geburtstag (21.11.1948). Rausch, Heidelberg 1948.
- mit Ludwig Neundörfer und Paul Collmer: Die Familie in der soziographischen Aussage. In: Fürsorge und Sozialreform: Gesamtbericht über den Deutschen Fürsorgetag 1955 (Schriften des Deutschen Vereins für Öffentliche und Private Fürsorge), S. 31–44.
- Die Stärkung der Familie als Aufgabe der sozialen Hilfen. In: Fürsorge und Sozialreform: Gesamtbericht über den Deutschen Fürsorgetag 1955. Heymann, Köln, Berlin 1956 (Schriften des Deutschen Vereins für Öffentliche und Private Fürsorge), S. 57–71.
- mit Hans Achinger und Hanns Eyferth: Empfehlungen zu einem neuen Bundesgesetz für Jugendhilfe: und drei Referate gehalten auf der Tagung Gilde Soziale Arbeit. Dassel 1958 (Schriftenreihe der Gilde Soziale Arbeit; 4).
- Jugend lädt Jugend zum Tanz. In: Mannheimer Hefte. Bd. 1953, S. 28.